# Spallone
Spallone, o corriere, è il termine usato per definire quei contrabbandieri dediti ad esportare denaro e merci oltre frontiera, tipicamente tramite trasporto a spalla o nel proprio abbigliamento.

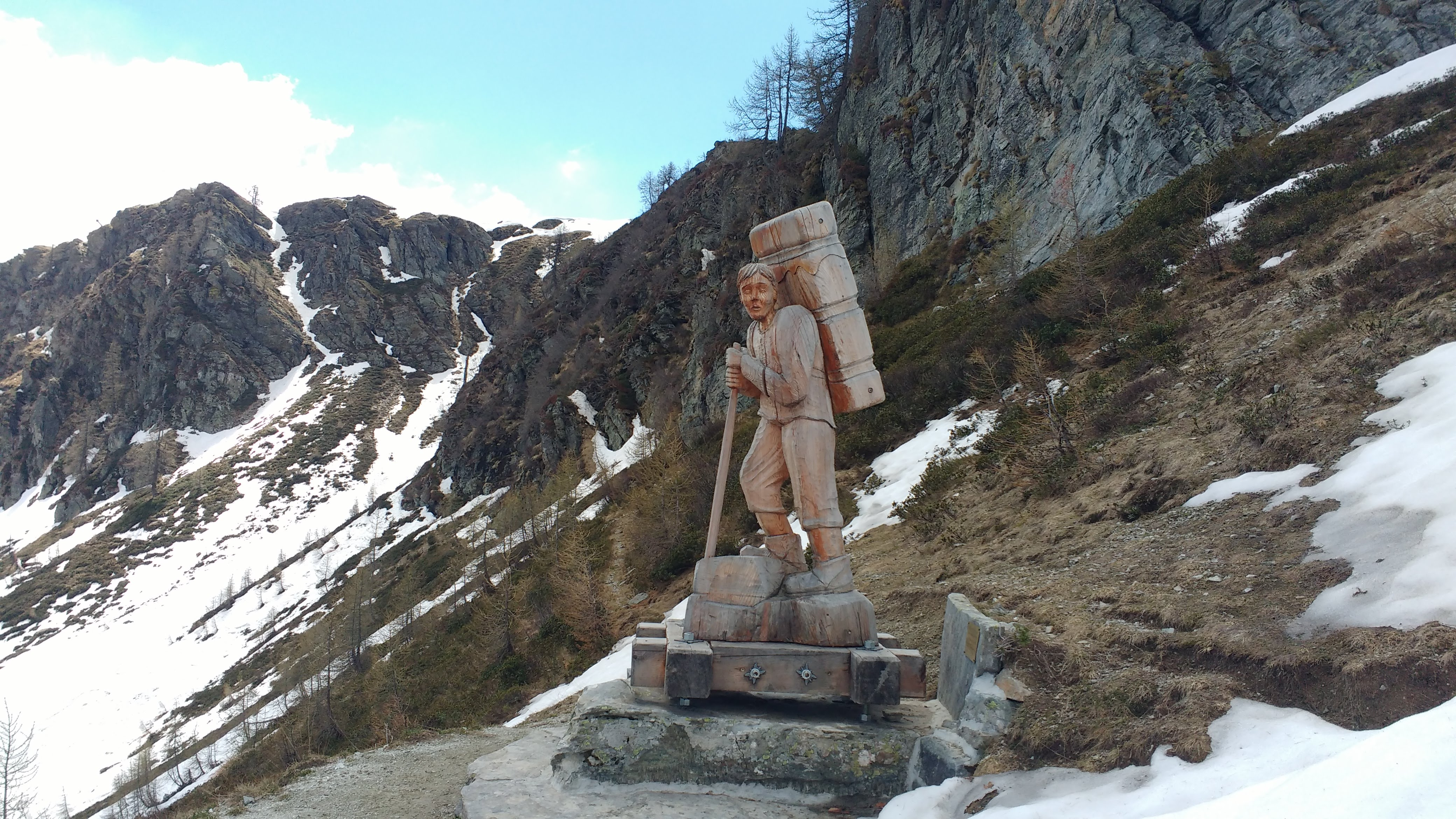
Statua allo spallone posta in Val Vigezzo in memoria dei contrabbandieri della valle

L'utilizzo degli spalloni, benché antico, continua ad essere preferito per la mancanza di tracce telematiche dei trasferimenti di denaro, che una banca lascia inevitabilmente dietro di sé. 

## In Italia
Fino al XIX secolo, gli spalloni caricavano le merci di contrabbando nella bricolla, un cesto di paglia intrecciata da portare in spalla, e salivano sulle montagne del confine, dal Nord Italia verso la Svizzera e l'Austria, soprattutto nella zona del lago di Como. 
Innumerevoli sono stati gli episodi di scontri, taluni con esito cruento, altri addirittura con esito amichevole, tra gli spalloni e la Guardia di Finanza Corpo di polizia adibito anche alla lotta al contrabbando. 
Al giorno d'oggi, la maggior parte degli spalloni in Italia lavora al confine con la Svizzera, e si occupa soprattutto dell'esportazione fisica di capitali provenienti da evasione fiscale e da altri reati. Gli spalloni vengono commissionati da professionisti svizzeri, che li mettono in contatto con i committenti italiani.
In seguito, ricevono il denaro contante da esportare incontrando il committente in Italia. 
Le principali modalità di contrabbando degli spalloni consistono nel fingersi turisti ed attraversare la dogana di Ponte Chiasso, esportando centinaia di migliaia di euro in doppifondi delle automobili o in finte panciere. Oltre al denaro contante, vengono così esportati anche oro e diamanti.
Il denaro esportato viene quindi consegnato ad un istituto di cambio compiacente di Lugano, che provvede a depositarlo su conti esteri.
Lo spallone riceve solitamente una percentuale del 2,5%-3%, in contanti.